# Operation Renntier
Operation Renntier (Rensdyr) var en tysk operation under 2. verdenskrig. Operationens mål var at sikre nikkelminerne omkring Petsamo i Finland mod et sovjetisk angreb i tilfælde af en ny krig mellem Finland og Sovjetunionen. 
Planlægningen af operationen blev påbegyndt den 13. august 1940, efter at besættelsen af Norge var blev afsluttet, og planlægningen blev afsluttet i oktober samme år. 
Planen gik ud på, at to divisioner fra det tyske bjergkorps i Nordnorge skulle besætte Petsamo og forhindre sovjetisk besættelse af de strategisk vigtige miner. 
Operationen endte med at blive gennemført som led i Operation Barbarossa, det tyske angreb på Sovjetunionen.
Operationen blev indledt den 22. juni 1941 og forløb uden vanskeligheder. Den 2. tyske bjergdivision besatte området omkring Liinakhamari og den 3. tyske bjergdivision besatte Luostari.
Operationen blev efterfulgt af Operation Platinfuchs, som var et angreb udført af de to divisioner mod Murmansk som led i den større Operation Silberfuchs.